# Киркпинар фестивал у науљеном рвању
Киркпинар фестивал у науљеном рвању (енгл. Kırkpınar oil wrestling festival; тур. Yağlı güreş) је фестивал науљеног рвања који се одржава сваке године у Едирну (Једрене) у Турској.

## Историјат Киркпинар фестивала
Представља једно од најстаријих спортских такмичења у свету која датирају још из средине 14. века. 
Током владавине османског султана Мурата I у Едирну је основана школа рвања и од тада се у граду одржава годишња рвачка приредба. 
Пеливани (рвачи) се боре за златни појас Киркпинар фестивала и титулу главног пеливана или шефа пеливана. Пеливани се сматрају изузетним личностима које красе великодушност, искреност, поштовање, поштовање традиције и обичаја. Фестивал покреће Киркпинар ага на церемонији где бендови свирају на бубњевима и зурна шалмајима (врста дувачког инструмента). Златни појас се традиционално проноси церемонијално кроз град. Мајстор церемоније представља публици пеливане на изузетно занимљив начин рецитујући њихова имена и вештине.
Сваки од рвача носи посебно сашивене дебеле панталоне од бивоље или кравље коже. Оне се такође науљују заједно са телом рвача.

## Унескова листа нематеријалног културног наслеђа света
Киркпинар турнир је 2010. године уписан на листу Унесковог нематеријалног наслеђа света. Регистрован је под бројем 00386.